# NHL Stadium Series
NHL Stadium Series är ett årligt återkommande sportarrangemang i National Hockey League (NHL) där grundspelsmatcher spelas utomhus. Den är ett komplement till NHL:s andra utomhusevent NHL Winter Classic och NHL Heritage Classic, men i Stadium Series så kan även flera matcher än bara en spelas utomhus under samma säsong. Sportarrangemanget spelas, liksom Winter Classic, enbart på utomhusarenor i USA.

## Lista över NHL:sStadium Series-matcher
| År   | Namn                                              | Antal matcher                           | Arenor och datum                                                                                           | Åskådare                                | Matcher och resultat |                                         |                                         |
| ---- | ------------------------------------------------- | --------------------------------------- | --- | --------------------------------------- | --- | --------------------------------------- | --------------------------------------- |
| 2014 | NHL Stadium Series 2014                           | 4                                       | Dodger Stadium (25 januari) Yankee Stadium (26 januari) Yankee Stadium (29 januari) Soldier Field (1 mars) | 54 099 54 105 50 027 62 921             | Los Angeles Kings 0–3 Anaheim Ducks New Jersey Devils 3–7 New York Rangers New York Islanders 1–2 New York Rangers Chicago Blackhawks 5–1 Pittsburgh Penguins | [ 2 ] [ 3 ] [ 4 ] [ 5 ]                 |                                         |
| 2015 | NHL Stadium Series 2015                           | 1                                       | Levi's Stadium (21 februari)                                                                               | 70 205                                  | San Jose Sharks 1–2 Los Angeles Kings | [ 6 ]                                   |                                         |
| 2016 | Coors Light NHL Stadium Series 2016               | 2                                       | TCF Bank Stadium (21 februari) Coors Field (27 februari)                                                   | 50 426 50 095                           | Minnesota Wild 6–1 Chicago Blackhawks Colorado Avalanche 3–5 Detroit Red Wings                                                                                | [ 7 ] [ 8 ]                             |                                         |
| 2017 | Coors Light NHL Stadium Series 2017               | 1                                       | Heinz Field (25 februari)                                                                                  | 67 318                                  | Pittsburgh Penguins 4–2 Philadelphia Flyers | [ 9 ]                                   |                                         |
| 2018 | Coors Light NHL Stadium Series 2018               | 1                                       | Navy-Marine Corps Memorial Stadium (3 mars)                                                                | 29 516                                  | Washington Capitals 5–2 Toronto Maple Leafs | [ 10 ]                                  |                                         |
| 2019 | Coors Light NHL Stadium Series 2019               | 1                                       | Lincoln Financial Field (23 februari)                                                                      | 69 620                                  | Philadelphia Flyers 4–3 Pittsburgh Penguins | [ 11 ]                                  |                                         |
| 2020 | Navy Federal Credit Union NHL Stadium Series 2020 | 1                                       | Falcon Stadium (15 februari)                                                                               | 43 574                                  | Colorado Avalanche 1–3 Los Angeles Kings | [ 12 ]                                  |                                         |
| 2021 | Inställt på grund av covid-19-pandemin.           | Inställt på grund av covid-19-pandemin. | Inställt på grund av covid-19-pandemin.                                                                    | Inställt på grund av covid-19-pandemin. | Inställt på grund av covid-19-pandemin. | Inställt på grund av covid-19-pandemin. | Inställt på grund av covid-19-pandemin. |
| 2022 | Navy Federal Credit Union NHL Stadium Series 2022 | 1                                       | Nissan Stadium (26 februari)                                                                               | 68 619                                  | Nashville Predators 2–3 Tampa Bay Lightning | [ 13 ]                                  |                                         |
| 2023 | Navy Federal Credit Union NHL Stadium Series 2023 | 1                                       | Carter-Finley Stadium (18 februari)                                                                        | 56 961                                  | Carolina Hurricanes 4–1 Washington Capitals | [ 14 ]                                  |                                         |
| 2024 | Navy Federal Credit Union NHL Stadium Series 2024 | 2                                       | Metlife Stadium (17 februari) Metlife Stadium (18 februari)                                                | 70 328 79 690                           | New Jersey Devils 6–3 Philadelphia Flyers New York Islanders 5–6 New York Rangers                                                                             | [ 15 ] [ 16 ]                           |                                         |
| 2025 | Navy Federal Credit Union NHL Stadium Series 2025 | 1                                       | Ohio Stadium (1 mars)                                                                                      | 94 751                                  | Columbus Blue Jackets 5–3 Detroit Red Wings | [ 17 ]                                  |                                         |
| 2026 | Navy Federal Credit Union NHL Stadium Series 2026 | 1                                       | Raymond James Stadium (2 februari)                                                                         |                                         | Tampa Bay Lightning X–X Boston Bruins | [ 18 ]                                  |                                         |